# Jean-Philippe Pearson
Jean-Philippe Pearson, né en 1970, est un acteur, scénariste et réalisateur canadien.
Il s'est d'abord fait connaître comme acteur et co-scénariste du film Québec-Montréal (2002) avec Patrice Robitaille et Ricardo Trogi, pour lequel ils ont remporté le Jutra du meilleur scénario lors de la 5e édition des Jutra en 2003.
Il a également été nommé pour le Prix Génie du meilleur scénario original aux 23e prix Génie pour Québec-Montréal et lauréat du prix Jutra pour le meilleur scénario. En 2005 ils remportent le prix Oliver pour la meilleure comédie avec Horloge Biologique.

## Filmographie
| An   | Film               | Rôle                     | Remarques | Remarques |
| ---- | ------------------ | ------------------------ | --------- | --------- |
| 2002 | Québec-Montréal    | JP                       |           |           |
| 2005 | Horloge Biologique | Sébastien 'Seb' Langevin |           |           |
| 2007 | Bluff (bluff)      | L'Ouvrier                |           |           |